# Jan Buyse

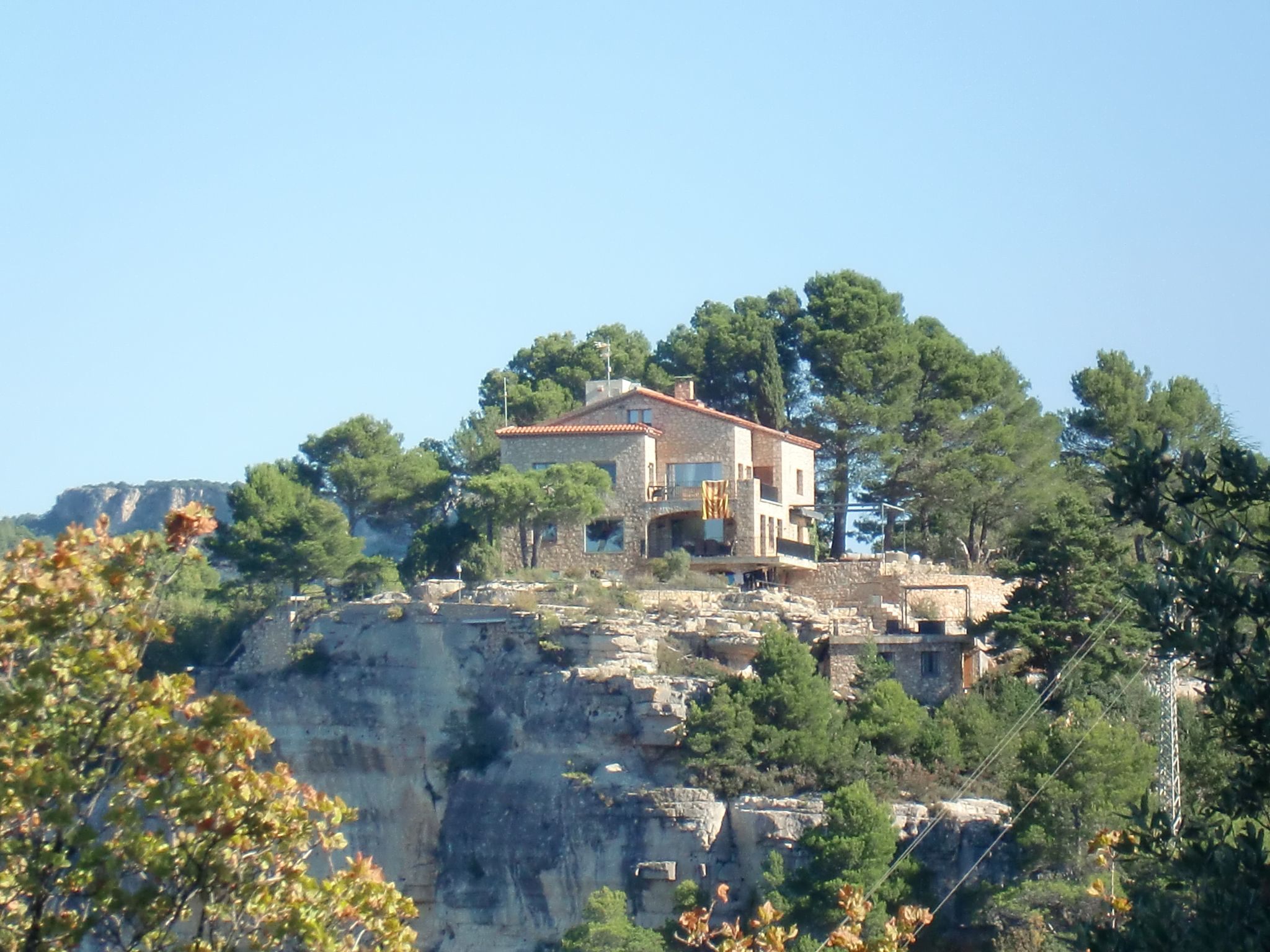
El xalet de Siurana on Jan Buyse visqué

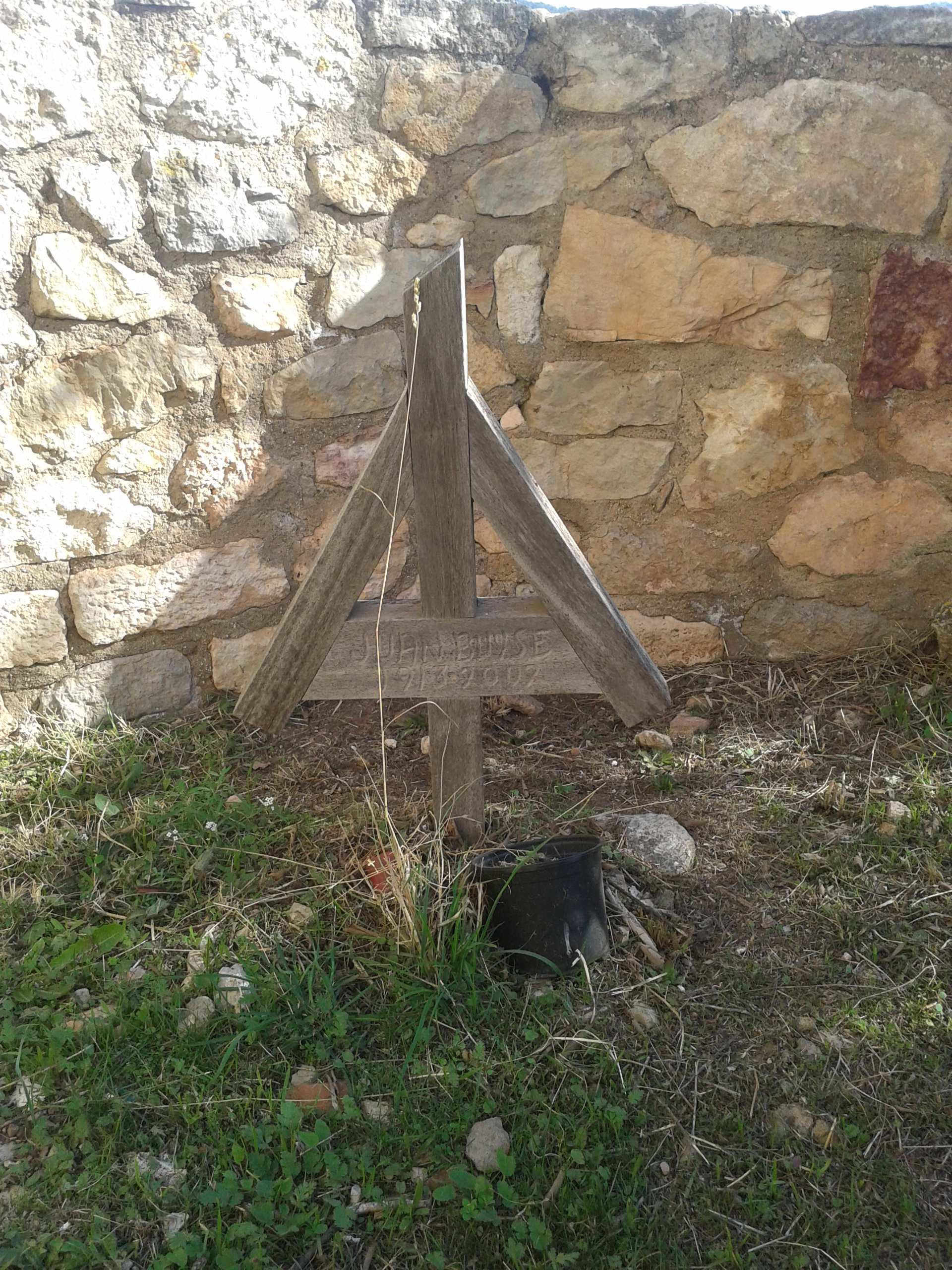
Tomba de Jan Buyse al cementiri de Siurana. L'estrany símbol sobre la tomba podria ser una muntanya, però també la Todesrune, símbol de la mort per les SS.

Jan Buyse o Juan Buyse (Flandes, 1913 - Siurana, el Priorat, 26 de juliol de 2002) fou un alpinista i militant nacionalsocialista flamenc.
Durant l'ocupació nazi de Bèlgica fou un dels líders del partit nazi de Flandes, el NSVAP. Fou responsable de l'agrupació local a Brussel·les entre juliol i desembre de 1940. Entre desembre de 1940 i abril de 1941 fou el fundador i primer líder de l'Algemeene SS a Brussel·les. Estigué al capdavant de l'Associació de Premsa Gràfica Nazi. El 1943 tornà a ser líder de l'Algemeene SS, llavors Germanische SS. El gener de 1943 fou reclutador de nous membres per a les SS, al departament de Rasse und Siedlung (Raça i Repoblament).
Rebutjat inicialment per a anar al front de l'est, fou admès però per motius mèdics hagué de tornar. Finalment el 1944 fou nomenat subtinent i cap d'escamot de la Divisió Langemarck, formada per voluntaris flamencs.
Acabada la Segona Guerra Mundial fou fet presoner, però s'escapà i anà a Brussel·les el juliol de 1945. Fou detingut i condemnat a cadena perpètua i treballs forçats i fou declarat incívic de per vida. La seva esposa Anita Salden (nascuda a Arendonk el 2 de gener de 1916) també fou condemnada a tres anys de presó major i privació de drets civils.
S'escapà de la presó i s'establí a Barcelona amb la seva esposa, on treballà a l'empresa alemanya Defries.
Es construí un xalet al poble de Siurana, al municipi de Cornudella de Montsant, on morí el 2002.
Apassionat de l'alpinisme, durant els anys 80 va impulsar i coordinar al capdavant d'un equip de pirineistes espanyols i francesos la catalogació definitiva dels cims del Pirineu i publicà Los tresmiles del Pirineo: un estudio enciclopédico.
La seva vinculació amb el nazisme, de la qual ja n'hi havia sospites entre els veïns de Siurana i altres alpinistes, fou descoberta pel periodista Toni Orensanz que el 2016 publicà el llibre El nazi de Siurana.